# 袁愷 (景泰進士)
袁愷（？—1499年），河南南陽府汝州魯山縣人，明朝政治人物。

## 生平
景泰四年（1453年）癸酉科河南鄉試舉人，五年（1454年）甲戌科進士。天順元年（1457年）六月授兵科給事中，六年六月与御史马文升点视草场牧放马匹，八年六月升兵科都給事中，成化二年（1466年）八月升都察院右佥都御史、巡撫遼東。丁憂歸，服闋，成化六年（1470年）九月除南京鸿胪寺卿，九年秩满，十五年八月升南京光禄寺卿，十七年三月升南京都察院右副都御史、总督南京粮储，二十三年正月考察冠带闲住。弘治十二年己未卒，葬城南十五里袁氏祖茔。

## 家族
父袁鑑，母曹氏。娶劉氏，继娶陳氏，俱贈封恭人。继子袁克忠（弟袁亮子）。